# 과잉수
수론에서 과잉수(過剩數, 영어: abundant number)는 진약수의 합(자기 자신을 제외한 양의 약수를 모두 더한 값)이 자기 자신보다 큰 자연수다.

## 과잉수의 예
예를 들어, 20의 진약수의 합은 {\displaystyle 1+2+4+5+10=22>20}으로 원래의 수 20보다 더 크기 때문에 20은 과잉수가 된다.
과잉수는 무수히 많이 있으며, 과잉수 중 가장 작은 수는 12이다. 특이하게도 이는 진약수의 일부의 합에 따라 반완전수와 기묘수로 분류할 수 있다고 한다. 진약수의 일부의 합으로 자기자신이 된다면 ‘반완전수’(semiperfect nunber), 그렇지 못하면 즉 과잉수 중에서 진약수, 일부의 합으로도 자기자신과 똑같아 만들어낼 수 없으면 ‘기묘수’(weird number)이다. 사실 과잉수 중 기묘수 즉 다시 말해 반완전수가 아닌 과잉수를 찾는 게 더 어렵다고 한다. 1부터 1만까지의 자연수 중에서 과잉수는 모두 2491개가 있는데, 이들중에서도 기묘수는 단지 7개 밖에 없기 때문이다. 가장 작은 기묘수는 70이다. 70의 약수는 1, 2, 5, 7, 10, 14, 35, 70으로 70을 제외한 약수의 합은 74이다.
하지만 위의 약수들 중 어떤 조합을 빼고 합하더라도 70이 되도록 만들 수 있는 방법은 없다. 5 이상의 수는 아예 제외할 수 없고, 나머지는 1, 2뿐이너서 두가지 모두를 제외시켜도 71이기 때문에 그렇다. 또한 진약수가 모두 부족수이어서 다른 과잉수 또는 완전수의 자기자신이 아닌 배수로 표기될 수 없는 과잉수는 원시 과잉수 (primitive abundant number) 라고 한다. 마찬가지로, 다른 반완전수의 자기자신이 아닌 배수로 표기될 수 없지만, 다시 말해 진약수가 모두 부족수이거나 부족수와 괴짜수가 섞여있고, 반완전수가 전혀 없더라도 특정 과잉수의 진약수들의 일부의 합이 자기자신이 될 경우 해당 반완전수는 원시 반완전수(primitive semi perfect number)이다.
또한 진약수가 모두 부족수여서 다른 기묘수의 배수의 형식으로 표기될 수 없는 기묘수는 원시 기묘수(primitive weird number)이라고 하며, 1000000 이하의 수 중 단지 24개 존재한다. 그러나 n이 기묘수인 경우 n의 약수의 합보다 더 큰 소수 p와 n의 곱 역시 기묘수가 된다는 성질 때문에 10000 이상에서는 갑자기 149 이상의 소수(素數)와 최소의 기묘수 70의 곱으로 인해 기묘수가 나타나는 빈도가 높아진다.
200보다 작은 과잉수는 다음과 같다. (OEIS의 수열 A005101)
12, 18, 20, 24, 30, 36, 40, 42, 48, 54, 56, 60, 66, 70, 72, 78, 80, 84, 88, 90, 96, 100, 102, 104, 108, 112, 114, 120, 126, 132, 138, 140, 144, 150, 156, 160, 162, 168, 174, 176, 180, 186, 192, 196, 198, …

## 관련 성질
- 제곱 인수가 없는 과잉수 (squarefree abundant number) (OEIS의 수열 A087248)

과잉수 중 소인수에 거듭제곱이 없는 가장 작은 수는 30이다. 1000보다 작은 과잉수 중 소인수에 거듭제곱이 없는 수는 다음과 같다.
30, 42, 66, 70, 78, 102, 114, 138, 174, 186, 210, 222, 246, 258, 282, 318, 330, 354, 366, 390, 402, 426, 438, 462, 474, 498, 510, 534, 546, 570, 582, 606, 618, 642, 654, 678, 690, 714, 762, 770, 786, 798, 822, 834, 858, 870, 894, 906, 910, 930, 942, 966, 978, …
- 홀수 과잉수 (odd abundant number) (OEIS의 수열 A005231)

과잉수 중 가장 작은 홀수는 945이며, 945부터 5355까지는 서로 630만큼의 등차수열을 이룬다. (즉 5775보다 작은 모든 홀수 과잉수는 315의 배수다.) 과잉수의 배수는 언제나 과잉수이므로 짝수 과잉수도 홀수 과잉수도 무수히 많이 있다.
2만보다 작은 홀수 과잉수는 다음과 같다.
945, 1575, 2205, 2835, 3465, 4095, 4725, 5355, 5775, 5985, 6435, 6615, 6825, 7245, 7425, 7875, 8085, 8415, 8505, 8925, 9135, 9555, 9765, 10395, 11025, 11655, 12285, 12705, 12915, 13545, 14175, 14805, 15015, 15435, 16065, 16695, 17325, 17955, 18585, 19215, 19305, 19635, 19845, …
- 제곱 인수가 없는 홀수 과잉수 (odd squarefree abundant number) (OEIS의 수열 A112643)

홀수 과잉수 중 소인수에 거듭제곱이 없는 가장 작은 수는 15,015(1만 5015)이며, 10만보다 작은 자연수 중 이 성질을 지닌 수는 다음과 같다.
15015, 19635, 21945, 23205, 25935, 26565, 31395, 33495, 33915, 35805, 39585, 41055, 42315, 42735, 45885, 47355, 49665, 50505, 51765, 54285, 55965, 58695, 61215, 64155, 68145, 70455, 72345, 77385, 80535, 82005, 83265, 84315, 91245, 95865, …
- 10과 서로소인 과잉수 (= 5와 서로소인 홀수 과잉수) (OEIS의 수열 A064001)

10과 서로소인 가장 작은 과잉수는 81,081(8만 1081)이며, 100만보다 작은 자연수 중 이 성질을 지닌 수는 다음과 같다. (10과 서로소인 수는 2나 5로 나누어떨어지지 않는다.)
81081, 153153, 171171, 189189, 207207, 223839, 243243, 261261, 279279, 297297, 351351, 459459, 513513, 567567, 621621, 671517, 729729, 742203, 783783, 793611, 812889, 837837, 891891, 908523, 960687, 999999, …
- 제곱 인수가 없고 10과 서로소인 과잉수 (OEIS의 수열 A112644)

소인수에 거듭제곱이 없고 10과 서로소인 가장 작은 과잉수는 22,309,287(2230만 9287)이다.
- 70과 서로소인 과잉수 (= 5, 7과 서로소인 홀수 과잉수) (OEIS의 수열 A112640)

70과 서로소인 가장 작은 과잉수, 즉 5로도 7로도 나누어떨어지지 않는 가장 작은 홀수 과잉수는 28,683,369(2868만 3369)다.
- 6과 서로소인 과잉수 (= 3과 서로소인 홀수 과잉수) (OEIS의 수열 A115414)

6과 서로소인 가장 작은 과잉수는 5,391,411,025(53억 9141만 1025)다. (6과 서로소인 수는 2나 3으로 나누어떨어지지 않는다.)

## 기타
- 진약수의 일부를 더해서 자기자신이 될 수 있으면 반완전수(semiperfect nunber)이고, 그렇지 못하면 기묘수(weird number)가 된다. 945는 가장 작은 홀수 반완전수이기도 하다.
- 자연수 중 과잉수의 점근 밀도(Asymptotic Density)는 평균 0.2474에서 0.2480 사이로 알려져 있으므로 아무리 많아도 26%를 넘지 않는다. 그래도 과잉수의 비율이 1/6, 즉 약 16.67% 이하로 떨어지지 않음을 보이는 것은 쉬운데, 6을 제외한 6의 배수는 모두 과잉수이므로 실제로 n=30가 되었을 때 17%이 되며, n=56일 때부터 17%를 초과하게 되면서 더 이상 17% 이하로 떨어지지 않는다는 것을 알 수 있다.
- 20161보다 큰 모든 정수는 2개의 과잉수의 합으로 표현될 수 있다. (2개의 과잉수의 합으로 표현되지 않는 자연수는 모두 1456개이다.)
- 어떤 수의 진약수의 합이 그 어떤 수보다 1만큼 커지는 과잉수를 준완전수라고 한다. 이 준완전수는 지금까지 하나도 발견되지 않았다. 또한 준완전수가 존재하지 않는다는 명제도 아직까지 증명되지 않았다.(사이먼 싱 저 페르마의 마지막 정리 한국어 번역본 33쪽) 간혹, 어떤 자연수의 진약수의 합이 자기 자신과 비슷할 경우 그 자연수를 준완전수라고 칭하기도 한다. 진약수의 합에서 자기자신을 뺀 값을 초과값이라고 하는데, 그 결과가 음수이면 부족수, 0이면 완전수, 양수이면 과잉수이며, 과잉수의 경우 제외할 일부 진약수의 합이 초과값과 일치해야 반완전수가 된다. 초과값이 홀수이려면 짝수제곱이거나, 짝수제곱에 2의 거듭제곱을 곱해야 하기 때문이다. 3 이상의 홀수를 약수로 가지고, 진약수가 모두 홀수인 자연수는 초과값이 -1이 아니다. 참고로 n이 완전수일 경우에는 n의 소인수의 지수+1만큼의 거듭제곱이나 n과 서로소인 임의의 소수 p에 대하여 pn의 초과값은 p의 값에 상관없이 항상 n×2이므로 초과값이 완전수의 2배인 과잉수는 무수히 많다.
- 과잉수는 모두 합성수이며, 모든 소수(素數)는 진약수가 1 밖에 없어서 부족수다. ({과잉수} ∩ {소수(素數)} = ∅)

그러나 합성수이면서 소인수가 2개 이상, 즉 합성수 중 소수의 거듭제곱수가 아닌 부족수도 아주 많이 있으며, 두 소수의 곱으로 나타낼 수 있는 임의의 자연수 n에 대하여 (서로 같은 소수예도 상관없다) 약수가 n개인 과잉수는 개수가 한정되어 있다. 또한 세 개 이상의 소수의 곱으로 나타낼 수 있는 임의의 자연수 n애 대하여 약수가 n개인 과잉수는 무수히 많이 있다. 특이한 점은 약수가 4개인 과잉수는 없고, 약수가 소수개인 과잉수는 소인수가 단 하나밖에 없기 때문에 그러헌 과잉수는 존재하지 않는다.
완전수도 자기자신을 제외한 모든 배수가 과잉수인데, 완전수 6의 경우 6n(n은 2 이상인 자연수)의 진약수의 합 중에서 1+n+2n+3n만 해도 6n+1로, 6n보다 크기 때문이다. 또한 완전수의 배수는 모두 반완전수인데, 그 이유는 완전수에 곱한 수만큼의 완전수의 진약수들의 합이 그 수 자신이 되기 때문이다. 예를 들어, 6n의 진약수 중에서 n, 2n, 3n을 더하기만 하면 바로 6n이 되기 때문에 반완전수다.
- 진약수의 합이 자기 자신보다 3이 더 큰 수는 18밖에 없다.

## 같이 보기
- 완전수
- 부족수
- 반완전수
- 기묘수